# Syra Madad
Syra Madad (22 de octubre de 1986) es una biotecnóloga y epidemióloga estadounidense de ascendencia pakistaní, directora principal del Programa de Patógenos Especiales para NYC Health + Hospitals, donde forma parte del equipo de liderazgo ejecutivo que supervisa la respuesta de la Ciudad de Nueva York ante la pandemia del COVID-19 en los once hospitales públicos de la ciudad. Hizo parte del grupo de expertos invitados en la serie documental de Netflix Pandemic: How to Prevent an Outbreak.

## Carrera
En 2014 Madad trabajó para el Departamento de Servicios de Salud del Estado de Texas en respuesta a un brote de Ébola ocurrido ese mismo año. Durante este tiempo fue voluntaria en el Centro de Operaciones Médicas del Estado de Texas como Especialista en Planificación e Inteligencia. Un año después fue contratada como Directora Senior del Programa de Patógenos Especiales para el programa NYC Health + Hospitals, que se encarga de supervisar once hospitales públicos en el sistema de salud municipal más grande de los Estados Unidos.
Madad es responsable de preparar a los hospitales municipales de la ciudad de Nueva York contra brotes de enfermedades infecciosas. Parte de su papel es realizar simulaciones de brotes para preparar al personal. En estos simulacros, los trabajadores sanitarios cuidan a los pacientes de prueba y practican protocolos de tratamiento de vanguardia en un entorno simulado de alto riesgo en el que deben actuar con rapidez. También practican el uso de equipo de protección personal para asegurarse de que pueden usar máscaras, batas, trajes y guantes de forma adecuada si llega el momento. Durante su mandato ha supervisado las respuestas a enfermedades como el Ébola, Zika y el COVID-19.
Ante el avance de la pandemia del COVID-19, Madad enfatizó la necesidad de monitorear la situación, supervisando además las capacitaciones y simulaciones para preparar a los trabajadores de la salud para las próximas exigencias del sistema. Se encargó de acelerar la capacitación, asegurándose de que los protocolos incorporaran los últimos procedimientos recomendados por los Centros para el Control y la Prevención de Enfermedades (CDC) y los funcionarios de salud pública.
Como docente ha estado ligada a la Universidad de Maryland desde el año 2009.

## Apariciones públicas
El 24 de enero de 2020 Netflix estrenó la serie documental Pandemic: How to Prevent an Outbreak, en la que se reseñó el trabajo de Madad en el Programa de Patógenos Especiales para prevenir brotes infecciosos y para preparar a los trabajadores de la salud en caso de que se produzcan. La filmación de la serie precedió a la declaración de la pandemia del COVID-19.
Desde el lanzamiento de la serie y la revelación de la ciudad de Nueva York como una de las ciudades más afectadas por la pandemia, Madad ha aparecido públicamente hablando del tema en medios como CNN, Fox News, Good Morning America y MSNBC. También ha trabajado para combatir la desinformación, educando al público sobre las medidas de seguridad adecuadas y ayudándoles a comprender qué información es realmente fiable.